# Joschka Ferner
Joschka Nils Ferner (Aalen, 5 gennaio 1996) è un cestista tedesco.

## Palmarès
- ProA: 1

RASTA Vechta: 2022-2023